# Just One Night (Eric Clapton-album)
Just One Night är ett dubbelt livealbum av Eric Clapton, utgivet 1980. Skivan spelades in i Budokan i Tokyo, Japan i december 1979 då Clapton turnerade med sitt dåvarande aktuella album Backless.

## Låtlista

### Sida 1
1. "Tulsa Time" (Danny Flowers) - 3:36
2. "Early In The Morning" (traditional arrangerad av Eric Clapton) - 7:00
3. "Lay Down Sally" (Eric Clapton/Marcy Levy/George Terry)  - 5:15
4. "Wonderful Tonight" (Eric Clapton) - 4:47

### Sida 2
1. "If I Don't Be There By Morning" (Bob Dylan/Helena Springs) - 4:00
2. "Worried Life Blues" (Maceo Merryweather) - 8:20
3. "All Our Past Times" (Eric Clapton/Rick Danko) - 5:09
4. "After Midnight" (J.J. Cale) - 5:22

### Sida 3
1. "Double Trouble" (Otis Rush) - 7:40
2. "Setting Me Up" (Mark Knopfler) - 5:29
3. "Blues Power" (Eric Clapton/Leon Russell) - 7:25

### Sida 4
1. "Rambling On My Mind" (traditional arrangerad av Eric Clapton) - 8:40
2. "Cocaine" (J.J. Cale) - 7:10
3. "Further Up On The Road" (Joe Medwich Veasey/Don Robey) - 6:50

## Medverkande
- Eric Clapton - gitarr, sång
- Henry Spinetti - trummor
- Chris Stainton - keyboards
- Albert Lee - gitarr, sång, keyboards
- Dave Markee - elbas